# Jeremy Hellickson
Jeremy Robert Hellickson (8 de abril de 1987) es un lanzador estadounidense de béisbol profesional que juega con los Washington Nationals de las Grandes Ligas. Anteriormente jugó con los Tampa Bay Rays, Arizona Diamondbacks, Philadelphia Phillies y Baltimore Orioles. Al finalizar la temporada de 2011, fue nombrado como el Novato del Año de la Liga Americana.

## Carrera profesional

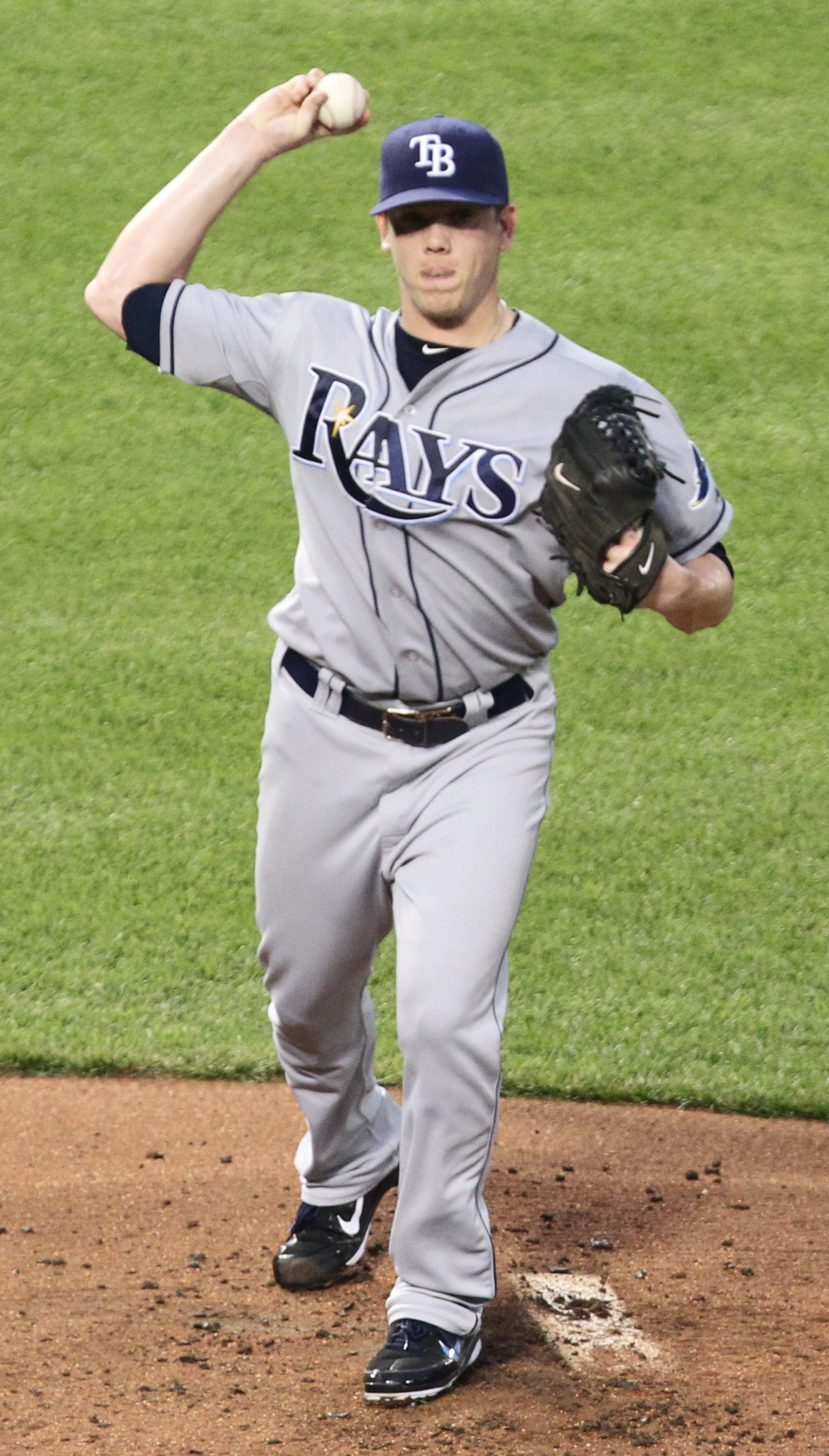
Hellickson lanzando para los Rays de Tampa Bay.

### Tampa Bay Rays
Hellickson fue seleccionado en la cuarta ronda del draft de 2005 por los Rays de Tampa Bay. Para 2010, fue considerado como el 18.º mejor prospecto por Baseball America, y fue el abridor del equipo de Estados Unidos en el Juego de Futuras Estrellas.
El 2 de agosto de 2010, debutó en Grandes Ligas ante los Mellizos de Minnesota, donde permitió dos carreras con seis ponches y dos bases por bolas a lo largo de siete entradas, para posteriormente ser bajado a los Durham Bulls de Clase AAA. Fue llamado nuevamente el 2 de agosto para tomar el lugar de Wade Davis en la rotación, lanzando ese mismo día ante los Tigres de Detroit donde  a lo largo de siete entradas en blanco permitió solo tres hits con siete ponches para llevarse la victoria. Luego de ser bajado a los Charlotte Stone Crabs para trabajar como relevista, fue llamado el 1 de septiembre por los Rays para jugar desde el bullpen.
En 2011, inició la temporada como el quinto abridor de los Rays. El 13 de mayo lanzó su primer juego completo, ante los Orioles de Baltimore. Finalizó la temporada con marca de 13-10, 117 ponches y 2.95 de efectividad, por lo que ganó el premio de Novato del Año de la Liga Americana, superando a Mark Trumbo y Eric Hosmer.
En 2012, fue el lanzador perdedor en el juego perfecto lanzado por Félix Hernández el 15 de agosto; sin embargo, tuvo una apertura de calidad al lanzar siete entradas permitiendo siete hits y una sola carrera. Culminó la temporada con marca de 10-11, 124 ponches y 3.10 de efectividad, y fue co-ganador del Guante de Oro en la posición de lanzador junto a Jake Peavy.
En 2013, aunque mejoró su registro de victorias y derrotas (12-10), su efectividad empeoró considerablemente a 5.17.

### Arizona Diamondbacks
El 14 de noviembre de 2014, Hellickson fue transferido a los Diamondbacks de Arizona a cambio de Andrew Velazquez y Justin Williams.

### Philadelphia Phillies
El 14 de noviembre de 2015, fue transferido a los Filis de Filadelfia a cambio de Sam McWilliams. El 15 de enero de 2016, firmó un contrato de un año y $7 millones para evitar el arbitraje. Fue el lanzador abridor por los Filis en el Día Inaugural de la temporada 2016.
Los Filis ofrecieron una oferta calificada por $17.2 millones para la temporada 2017, la cual Hellickson aceptó, y una vez más fue el lanzador abridor del equipo en el Día Inaugural, donde se convirtió en el primer lanzador en conectar un triple en el primer juego de la temporada desde Jack Sanford en 1963, llevándose la victoria en dicho encuentro. En total, registró marca de 6-5 con 4.73 de efectividad en 20 aperturas, antes de cambiar de equipo.

### Baltimore Orioles
El 28 de julio de 2017, Hellickson fue transferido a los Orioles de Baltimore a cambio del jardinero Hyun-Soo Kim y el lanzador Garrett Cleavinger. Sin embargo, su rendimiento con los Orioles fue menor de lo esperado, registrando marca de 2-6 con una alta efectividad de 6.97 y 31 ponches en diez aperturas.

### Washington Nationals
El 17 de marzo de 2018, Hellickson firmó un contrato de ligas menores con los Nacionales de Washington, que incluyó una invitación a los entrenamientos primaverales.